# Pipreola riefferii
El frutero verdinegro (en Colombia y Ecuador) (Pipreola riefferii), también denominado frutero verde y negro (en Perú), granicera verdecita (en Venezuela) o granicera verde,  es una especie de ave paseriforme de la familia Cotingidae perteneciente al género Pipreola. Es nativo de los Andes del noroeste de América del Sur.

## Distribución y hábitat
Se distribuye desde las montañas del norte y noroeste de Venezuela, por los Andes de Colombia y Ecuador, hasta el centro de Perú.
Esta especie es considerada bastante común en su hábitat natural, el estrato bajo y medio de bosques montanos húmedos subtropicales o tropicales de altitud, principalmente entre los 1500 y los 2700 m.

## Sistemática

### Descripción original
La especie P. riefferii fue descrita por primera vez por el ornitólogo francés Auguste Boissonneau en 1840 bajo el nombre científico Ampelis riefferii; la localidad tipo es «Bogotá, Colombia».

### Etimología
El nombre genérico femenino «Pipreola» es un diminutivo del género Pipra, demostrando alguna afinidad entre los mismos; y el nombre de la especie «riefferii», conmemora al exlorador y colector francés Gabriel Rieffer (fl. 1840).

### Taxonomía
Está hermanada con Pipreola intermedia, y ya han sido tratadas como conespecíficas; sin embargo, además de la diferencias de plumaje (especialmente el color de la cola), las zonas de distribución de ambas se sobreponen en el centro de Perú, y  en algunas áreas ocurren juntas, a pesar de que sus zonas difieren altitudinalmente.
La subespecie tallmanorum se diferencia moderadamente, siendo ligeramente menor, com plumaje e iris más brillantes que las otras. Fue sugerido que la subespecie melanolaema podría ser elevada al rango de especie con base en el plumaje y la genética, pero las diferencias vocales son apenas moderadas.

### Subespecies
Según la clasificación Clements Checklist/eBird, se reconocen cinco subespecies, con su correspondiente distribución geográfica:
- Pipreola riefferii melanolaema P.L. Sclater, 1856 – montañas del noroeste y norte de Venezuela (desde el sur de Lara hacia el sur hasta el centro de Táchira, y desde Aragua hacia el este hasta Miranda).
- Pipreola riefferii riefferii (Boissonneau, 1840) – Serranía del Perijá (en la frontera entre Colombia y Venezuela), oeste de Venezuela (oeste de Táchira) y Andes orientales y centrales de Colombia.
- Pipreola riefferii occidentalis (Chapman, 1914) – Andes occidentales (también en el extremo sur de los Andes centrales) de Colombia y pendiente occidental en Ecuador (hacia el sur hasta El Oro).
- Pipreola riefferii chachapoyas (Hellmayr, 1915) – norte de Perú al este del río Marañón (en Amazonas y San Martín).
- Pipreola riefferii tallmanorum O'Neill & T.A. Parker, 1981 – cordilleras de Carpish y del Sira, en Huánuco (Perú).

El Congreso Ornitológico Internacional (IOC) lista una sexta subespecie, que Clements Checklist/eBird incluyen en chachapoyas.
- Pipreola riefferii confusa J.T. Zimmer, 1936 – al este de los Andes de Ecuador y extremo norte de Perú (oeste de Amazonas).